# Porricondyla fragilis
Porricondyla fragilis är en tvåvingeart som först beskrevs av Friedrich Hermann Loew 1850.  Porricondyla fragilis ingår i släktet Porricondyla och familjen gallmyggor.
Artens utbredningsområde är Polen. Inga underarter finns listade i Catalogue of Life.